# ویلیام باکلند
ویلیام باکلند (William Buckland) (۱۲ مارس ۱۷۸۴ – ۱۴ اوت ۱۸۵۶)، الهی‌دان انگلیسی بود که مبدل به «دین وستمینستر» شد. او همچنین زمین‌شناس و دیرینه‌شناس بود.
باکلند اولین فسیل دایناسور را به‌طور کامل توصیف کرد و آن را مگالوسور نام نهاد. او با این کار اثبات نمود که غار کیرکدیل، لانه پیشاتاریخی برای کفتار بوده و به دلیل این کار علمی مدال کاپلی را دریافت نمود. این کار او را بدین دلیل که نشان داد چگونه تحلیل علمی قادر به بازسازی رویدادهای دوردست اند مورد تشویق قرار گرفت. او از پیشروان استفاده از مدفوع فسیل شده در بازسازی اکوسیستم بود و اصطلاح «coprolites» را ابداع نمود.
باکلند از نظریه شکاف در توصیف «پیدایش» تبعیت کرد، پیدایش در حقیقت یکی از دو مرحله خلقت در متون دینی است. این عمل به عنوان آشتی میان متون مقدس و کشفیات در زمین‌شناسی ظهور پیدا کرد و پیشنهاد می‌کرد که زمین قدمت بسیار زیادی دارد. باکلند اوایل حرفه خود معتقد بود که شواهدی از طوفان ذکر شده در کتاب مقدس پیدا کرده‌است، اما بعدها مشاهده کرد که عصر یخبندان که توسط لویی آگاسی توصیف شده، توجیه بهتری از این رویداد ذکر شده را ارائه کرده و نقش مهمی را در پشتیبانی از آن ایفا کرده‌است.

## اوایل زندگی
باکلند در اکسمینستر در دوون بدنیا آمد و در کودکی پدر خود را که کشیش تمپلتون و تروشام بود را در پیاده‌روی‌هایش همراهی نمود و علاقه‌مندی به ارتقاء جاده‌ها، منجر شد که فسیل‌هایی را یافته و جمع‌آوری کند، این فسیل‌ها شامل شاخ قوچ از دوره ژوراسیک و صخره‌های لیاس بود که در معادن محلی یافت می‌شدند.
او ابتدا در مدرسه بلوندل، تیورتون، دوون و سپس در کالج وینچستر تحصیل کرد، در آنجا بود که او برنده کمک هزینه تحصیلی به کالج کورپس کریستی در آکسفورد شد و در ۱۸۰۱ میلادی وارد آنجا شده و با مدرک BA در ۱۸۰۵ میلادی از آنجا فارغ‌التحصیل شد. او در درس‌های جان کید در زمینه کانی‌شناسی و شیمی تحصیل کرده و به زمین‌شناسی علاقه‌مند گردید و در زمینه چینه‌ها طی تعطیلات خویش تحقیق می‌نمود. او مدرک MA خود را در ۱۸۰۸ بدست آورده و فلوی کورپوس کریستی در ۱۸۰۹ میلادی شده و به عنوان کشیش حکم گرفت. او گشت و گذار زمین شناختی خود را با اسب سواری ادامه داد و به نقاط مختلف انگلستان، اسکاتلند، ایرلند و ویلز سفر نمود.
در ۱۸۱۳، باکلند به عنوان قاری (ریدر) در زمینه کانی‌شناسی منصوب شد، این منصب را پس از جان کید کسب کرد و دروس پر انرژی و معروف خود را با تأکید روزافزون در زمینه زمین‌شناسی و دیرینه‌شناسی ارائه نمود. او به عنوان نمایشگاه‌گردان غیررسمی در موزه اشمولین، کلکسیون‌هایی را ایجاد کرده و در اروپا گردش و سفر می‌کرد و با محققانی شامل ژرژ کوویه ملاقات می‌نمود.

## حرفه، کار و کشفیات

### رد زمین‌شناسی سیل و غار کیرکدیل
در ۱۸۱۸ میلادی، باکلند به عنوان عضو انجمن سلطنتی انتخاب شد. همان سال جرج چهارم را جهت اعطای ریدرشیپ دیگری، این بار در حوزه زمین‌شناسی متقاعد نمود و مبدل به اولین دارنده چنین منصبی، سخنرانی گشایش خود را در ۱۵ مه ۱۸۱۹ ارائه نمود. این سخنرانی در Vindiciæ Geologiæ (تشریح ارتباط زمین‌شناسی با دین) منتشر شد. در این اثر او هم علم جدید زمین‌شناسی را توجیه کرده و هم سعی کرد تا شواهد زمین‌شناختی را با توصیفات کتاب مقدس از آفرینش و سیل مربوط به نوح آشتی دهد.
زمانی که سایر افراد تحت اثرات متضاد نظریه همدیس‌گرایی جیمز هاتن قرار داشتند، باکلند فرضیه جدیدی را توسعه داد که می‌گفت «آغاز جهان» در سفر پیدایش بدین معناست که دوره زمانی تعریف نشده‌ای بین منشأ زمین و خلق ساکنین فعلی اش وجود دارد که طی آن، دنباله طویلی از انقراض‌ها و خلق‌های پی‌درپی از انواع جدید گیاهان و حیوانات بر روی زمین پدیدار گشته‌اند. ازین رو، نظریه کاتاستروفیسم دربردارندهٔ نسخه‌ای از خلقت‌گرایی زمین باستان یا خلقت‌گرایی شکاف است. باکلند به طوفان جهانی طی زمان نوح معتبد بود، اما از زمین‌شناسی طوفان پشتیبانی نمی‌کرد، چرا که معتقد بود تنها میزان کمی از لایه‌ها قادر بودند طی دوره یک‌ساله طوفان تشکیل شوند.
از تحقیقات او بر روی استخوان‌های فسیل شده در غار کیرکدیل در یورک‌شر، نتیجه گرفت که این غار در حقیقت توسط کفتارها در دوره آنتیدیلویان جهت اسکان انتخاب شده بوده و باقیماندهٔ فسیل‌های این کفتارها و حیوانات خورده شده‌اند و آنگونه که او و سایرین تصور می‌کردند ناشی از تلف شدن در سیل و سپس انتقال توسط امواج آب‌های حاره‌ای نبوده‌است.

### ازدواج
در دسامبر ۱۸۲۵ میلادی با مری مورلند از ابینگدن، آکسفوردشر ازدواج کرد. همسر او یک نگارنده فاضل و جمع‌آوری کنندهٔ فسیل بود. ماه عسلشان یک سال مسافرت در اروپا بود که طی آن مدت با زمین‌شناسان معروف ملاقات کرده و از سایت‌های زمین‌شناختی دیدن نمودند. همسر او به کمک شوهرش در کارها ادامه می داد و همزمان نه فرزند داشت که پنج تایشان تا بزرگسالی جان سالم بدر بردند. پسر او با نام فرانک باکلند طبیعت‌شناس عملی، مؤلف و متخصص ماهیگیری قزل‌آلا شد.
در یکی از موقعیت‌ها، مری به شوهرش در رمزشکنی ردپاهای یافت شده در یک لوح ماسه‌ای کمک نمود. او میز آشپزخانه را با چسپ پوشش داد در حالی که لاک‌پشت خانگیشان توسط شوهرش بر روی میز کشیده شد و مشخص شد که شهود ویلیام درست بوده و ردپاها مربوط به لاکپشت هستند. دخترشان الیزابت اوکه باکلند گوردون، مؤلفی بود که زندگی‌نامه پدرش را نگاشته و ضمایمی را در باب موقعیت‌های باکلند به انتهایش افزوده و عضویتش را در جوامع حرفه‌ای و همچنین نمایهٔ از آثار وی را در آن گنجانید.

### بانوی قرمز پاویلند
در ۱۸ ژانویه ۱۸۲۳ میلادی، باکلند به غار پاویلند در ولز جنوبی قدم گذاشت، در آنجا اسکلتی را کشف کرد که آن را بانوی قرمز پاویلند نام نهاد. چرا که در آن زمان تصور می‌نمود که این اسکلت‌ها باقیمانده ی فاحشه‌ای محلی بوده‌است. هرچند باکلند این اسکلت را در غار پاویلند و در همان لایه ای یافت که اسکلت‌های پستانداران منقرض شده قرار داشتند (شامل ماموت‌ها)، باکلند به ژرژ کوویه گفت که هیچ انسانی همزمان با حیوانات منقرض شده وجود نداشته‌است و لذا حضور این اسکلت‌ها در آنجا را مربوط به حفر قبری در دوره‌های قدیمی تاریخ می‌دانست و احتمال می‌داد که کار همان افرادی است که برخی از سازه‌های پیش از روم باستان آن حوالی را در لایه‌های قدیمی‌تر ساخته‌اند.
امروزه آزمون‌های مربوط به داده‌های کربنی نشان می‌دهند که اسکلت‌ها مربوط به فرد مذکری در حدود ۳۳ هزار سال پیش اند. این اسکلت‌ها جزو قدیمی‌ترین انسان‌های مدرن از نظر کالبد شناختی هستند که تا کنون در بریتانیا کشف شده‌اند.

## مریضی و مرگ
در حدود سال ۱۸۵۰ میلادی، ویلیام باکلند دچار اختلالی در گردن و مغز شد و براثر آن در ۱۸۵۶ میلادی فوت نمود. فرانک باکلند گزارش نمود که طی نمونه برداری از بافت پدرش، مشخص شد که «بخشی از قاعده جمجمه که بر روی آن مغز قرار داشت، به همراه دو بخش فوقانی ستون فقرات گردن، در وضعیت پیش رونده اضمحلال قرار داشته‌است. خارش، دلیل کافی بوده تا منجر به تمامی این نشانگان شود». فرانک باکلند دلیل مرگ هردوی والدینش را مربوط به تصادف شدید مربوط به سال‌ها قبل می‌دانست.

## میراث
درسوم باکلند، چین خوردگی بر روی ماه، به نام وی نام نهاده شده‌است. جزیره باکلند که امروزه به آنی-جیما شناخته می‌شود، در جزایر بونین (اوگاساوارا-جیما)، توسط کاپتان بیچی در ۱۸۲۷ میلادی به نام او نامگذاری شده‌است. در ۱۸۴۶ میلادی، ویلیام باکلند کشیش سنت نیکولاس در ایسلیپ بود و یادبودی بر روی لوحه‌ای در راهروی جنوبی کلیسا برای وی نصب شده و «پنجره شرقی» به یاد باکلند و همسرش در ۱۸۶۱ اختصاص یافته‌است. همچنین در نزدیکی خانه تابستانی او در «اولد رکتوری، د واک، ایسلیپ» در تاریخ ۱۰ اوت ۲۰۰۸ میلادی برای وی اختصاص داده شده‌است. همچنین نیم تنه‌ای توسط هنری ویکس در راهروی جنوبی کلیسای وست‌مینستر واقع شده‌است.

## ارجاعات
1. ↑  Westminster Abbey
2. ↑  Chisholm, 1911
3. ↑  Foster, Joseph (1888–1892), "Buckland, William" , Alumni Oxonienses: the Members of the University of Oxford, 1715–1886, Oxford: Parker and Co – via Wikisource
4. ↑  «History of the Collapse of Flood Geology and a Young Earth». بایگانی‌شده از اصلی در ۱۴ آوریل ۲۰۲۲. دریافت‌شده در ۱۰ ژانویه ۲۰۲۲.
5. ↑  "A Field Guide to the English Clergy' Butler-Gallie, F p94: London, Oneworld Publications, 2018 ISBN 9781786074416
6. ↑  Sommer, Marianne Bones and ochre: the curious afterlife of the Red Lady of Paviland (2007) p. 1
7. ↑  Rudwick, Martin Worlds Before Adam: The Reconstruction of Geohistory in the Age of Reform (2008) pp. 77–79
8. ↑  Richards, M. P.; Trinkaus, E. (September 2009). "Out of Africa: modern human origins special feature: isotopic evidence for the diets of European Neanderthals and early modern humans". Proc. Natl. Acad. Sci. U.S.A. 106 (38): 16034–9. Bibcode:2009PNAS..10616034R. doi:10.1073/pnas.0903821106. PMC 2752538. PMID 19706482.
9. ↑  Devonshire Association for the Advancement of Science, Literature and Art (1933). Report and Transactions - The Devonshire Association for the Advancement of Science, Literature and Art. p. 409.
10. ↑  Gordon, Elizabeth Oke, 1894. The life and correspondence of William Buckland, D.D. , F.R.S. J. Murray, pp. 267–268. https://books.google.com/books?id=RqK8AAAAIAAJ&pg=RA1-PA271&lpg=RA1-PA271&dq=william+buckland+death&source=bl&ots=Q3JObUuper&sig=OTm-Szdl5vxE5vxnFKHDVRaF3RE&hl=en&sa=X&ved=2ahUKEwjv35S9k5HaAhUH21MKHZmqDgo4ChDoATABegQICRAB#v=onepage&q=william%20buckland%20death&f=false
11. ↑  Buckland, William (1869). Geology and mineralogy as exhibiting the power, wisdom, and goodness of God. with additions by Professor Owen, Professor Phillips [and] Robert Brown, vol. 1, 4th edition. The Bridgewater treatises on the power, wisdom, and goodness of God. VI. London: Bell & Daldy. p. lxii.
12. ↑  'The Abbey Scientists' Hall, A.R. p53: London; Roger & Robert Nicholson; 1966